# Rechter in sociale zaken
Een rechter in sociale zaken of een sociale rechter is in België een lekenrechter, die bij de arbeidsrechtbank wordt aangesteld. Deze rechters zijn vaak niet-juristen en worden gekozen uit de patronale en syndicale wereld en blijven daar vaak hun werkzaamheden verder uitoefenen. De bedoeling is dat zij vooral de praktische kennis uit de arbeidsverhoudingen in de arbeidsrechtspraak binnenbrengen.
Nationaal recht